# Langfjorden (Gamvik)
 For alternative betydninger, se Langfjorden. (Se også artikler, som begynder med Langfjorden)
Langfjorden (nordsamisk: Lákkovuotna) er en fjordarm af Tanafjorden i Gamvik kommune i Troms og Finnmark fylke i Norge. Fjorden går 24 kilometer mod sydvest til Langfjordbotn (Lággu). Fjorden har indløb mellem Langfjordodden i vest og Digermulen i øst. Nord for Langfjordodden går Hopsfjorden mod vest.
Langfjordnes er en bygd på vestsiden af fjorden. Bygden har ikke vejforbindelse til resten af kommunen. Storholmen er en holm som ligger på nordvestsiden et stykke ind i fjorden. Vest for denne holm ligger bygden Nervei som heller ikke har vejforbindelse. Sydøstsiden af fjorden er ubeboet. Rederiet Boreal Sjø sejler med en hurtigbåd på fjorden.